# Ingende
Ingende är ett territorium i Kongo-Kinshasa. Det ligger i provinsen Équateur, i den västra delen av landet, 600 km nordost om huvudstaden Kinshasa.